# Tachypodoiulus niger
Tachypodoiulus niger es una especie de miriápodo diplópodo nativo de Europa. Es muy similar a otras especies como Cylindroiulus londinensis, de la cual solo se distingue si se estudia la forma del telson. Se encuentra en las islas británicas, España, Francia, Benelux, Alemana, Suiza, Austria y República Checa, y es especialmente común en suelos calcáreos y piedra caliza.
T. niger tiene un cuerpo negro brillante más o menos cilíndrico, con alrededor de 100 pares de patas blancas sobre su cuerpo divido en 41-56 segmentos. Vive en la hojarasca, bajo la corteza o en el musgo, y se alimenta de algas, detrito y algunas veces frutas. Entre los depreadores de T. niger se incluyen los ciempiés Lithobius variegatus y Lithobius forficatus; y erizos europeos.
T. niger es activa entre una hora después de la puesta del sol hasta una hora antes del amanecer, aunque en verano también es activa durante la tarde. Al igual que muchos milpiés, T. niger se enrolla a sí mismo en espiral, con las patas ubicadas en el interior y la cabeza en el centro, cuando se ve amenazada, pero también puede huir realizando movimientos serpenteantes.